# Stevns
Stevns  est une commune de la Region Sjælland issue de la réforme communale de 2007. La population de la commune s'élevait en 2019 à 22 782 habitants alors que sa superficie est de 250,19 km².

## Histoire
Stevns est le résultat du rassemblement des deux communes de :
- Vallø ;
- Stevns.

## Lieux d'intérêt
- Phare de Stevns

### Patrimoine mondial de l'Unesco
Ses falaises ont été inscrites en 2014 au patrimoine mondial de l'Unesco.